# Zelotes apricorum
Zelotes apricorum är en spindelart som först beskrevs av Ludwig Carl Christian Koch 1876.  Zelotes apricorum ingår i släktet Zelotes och familjen plattbuksspindlar. Inga underarter finns listade i Catalogue of Life.